# Hôtel Fieubet
L'hôtel Fieubet, hôtel Combourg ou hôtel Lavalette, se situe aux numéros 2 et 2 bis du quai des Célestins dans le 4e arrondissement de Paris. Cet emplacement est d'abord une partie de  l’hôtel royal de Saint-Pol. Un premier hôtel particulier y est construit par les Phélypeaux au début du XVIIe siècle, avant la reconstruction de 1676 à 1681 par Jules Hardouin-Mansart pour Gaspard III de Fieubet, qui y reçoit des gens de lettres. Après avoir appartenu à d'autres familles de la noblesse de robe, l'hôtel Fieubet est transformé au XIXe siècle et en partie ruiné. Depuis 1877, il accueille l’école Massillon.

## Historique

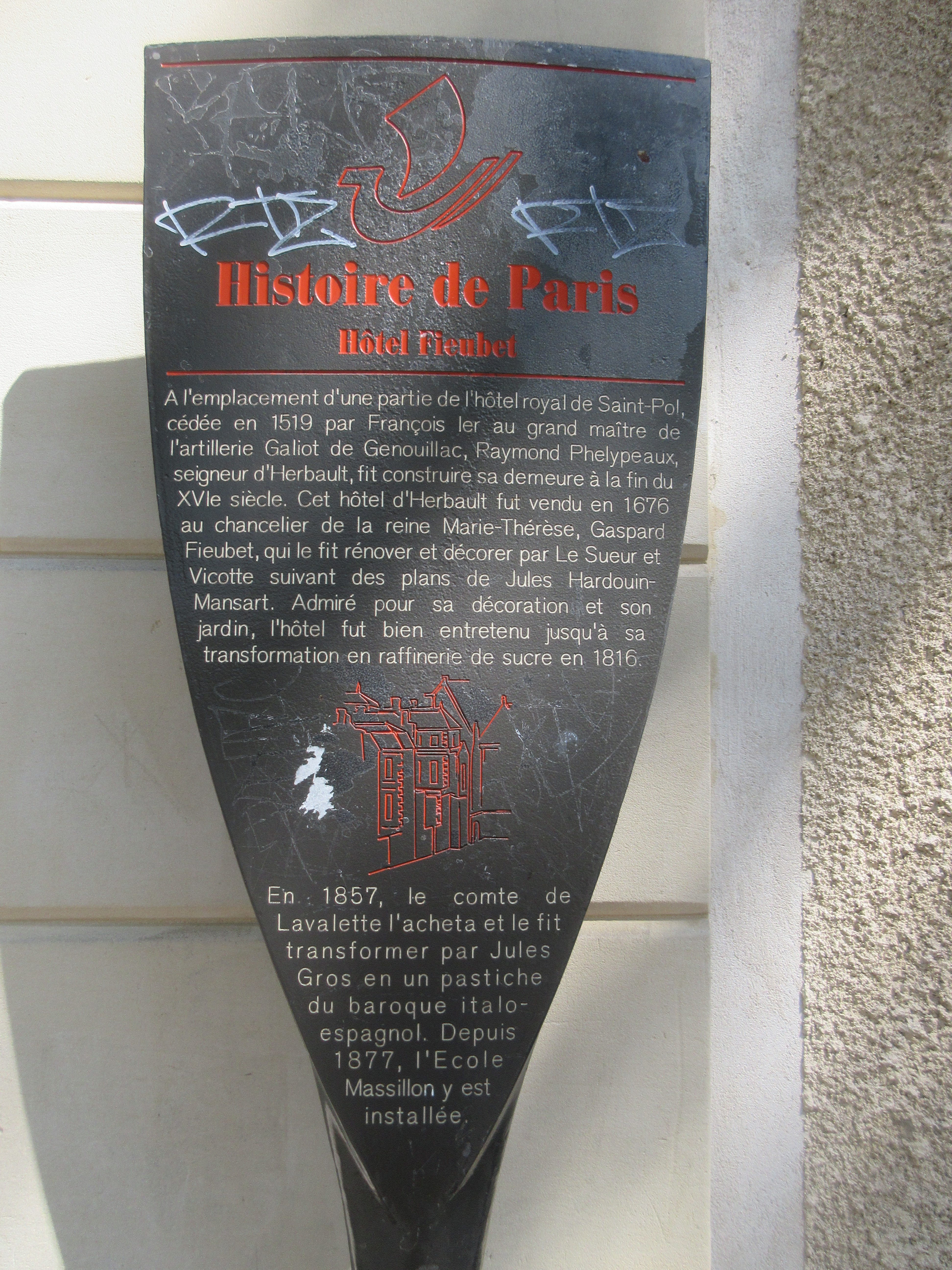
Panneau Histoire de Paris
« Hôtel Fieubet ».

### De l'hôtel royal de Saint-Pol à l'hôtel Fieubet
Au XIVe siècle, l'emplacement de l'actuel hôtel Fieubet fait partie d'un ensemble plus vaste, l’hôtel royal de Saint-Pol, occupé par Charles V à partir de 1362. Ensuite, François Ier vend cet hôtel Saint-Pol à divers propriétaires.
En 1516, l'emplacement exact de l'actuel hôtel de Fieubet est vendu par François Ier à Jacques de Genouillac. De la famille de Genouillac, ces bâtiments passent ensuite, par héritage, à la famille de Saint-Nectaire ou Senneterre, qui les revend, sans doute par lots.
Au tout début du XVIIe siècle, Raymond Phélypeaux d'Herbault achète plusieurs de ces lots et fait édifier un premier hôtel particulier à l'emplacement de l'actuel hôtel Fieubet. Cet hôtel particulier appartient ensuite à son fils, Balthazar Phélypeaux, seigneur d'Herbault, puis au fils de ce dernier, François Phélypeaux, qui le cède en 1664 à son frère l'abbé Balthazar Phélypeaux.
Ce dernier le vend à son parent  Gaspard III de Fieubet, qui est alors chancelier de la reine Marie-Thérèse, pour 80 000 livres, en 1676. Les grandes familles de la noblesse de robe habitent alors à proximité, dans le quartier Saint-Paul et autour de la Place Royale (actuelle Place des Vosges). Le père de Gaspard III de Fieubet, Gaspard II, possédait un hôtel particulier sur cette place, au numéro 20, qu'il avait acheté en 1639.

### Hôtel Fieubet, hôtel aristocratique
Dans son nouvel hôtel particulier, Gaspard III de Fieubet lance des travaux, qui durent jusqu'en 1681, suivant des plans dressés par Jules Hardouin-Mansart, qui dessine un ensemble composé d'un bâtiment principal et de deux ailes. La façade sur la Seine a depuis été transformée, mais la façade sur cour garde les lignes classiques d'origine.

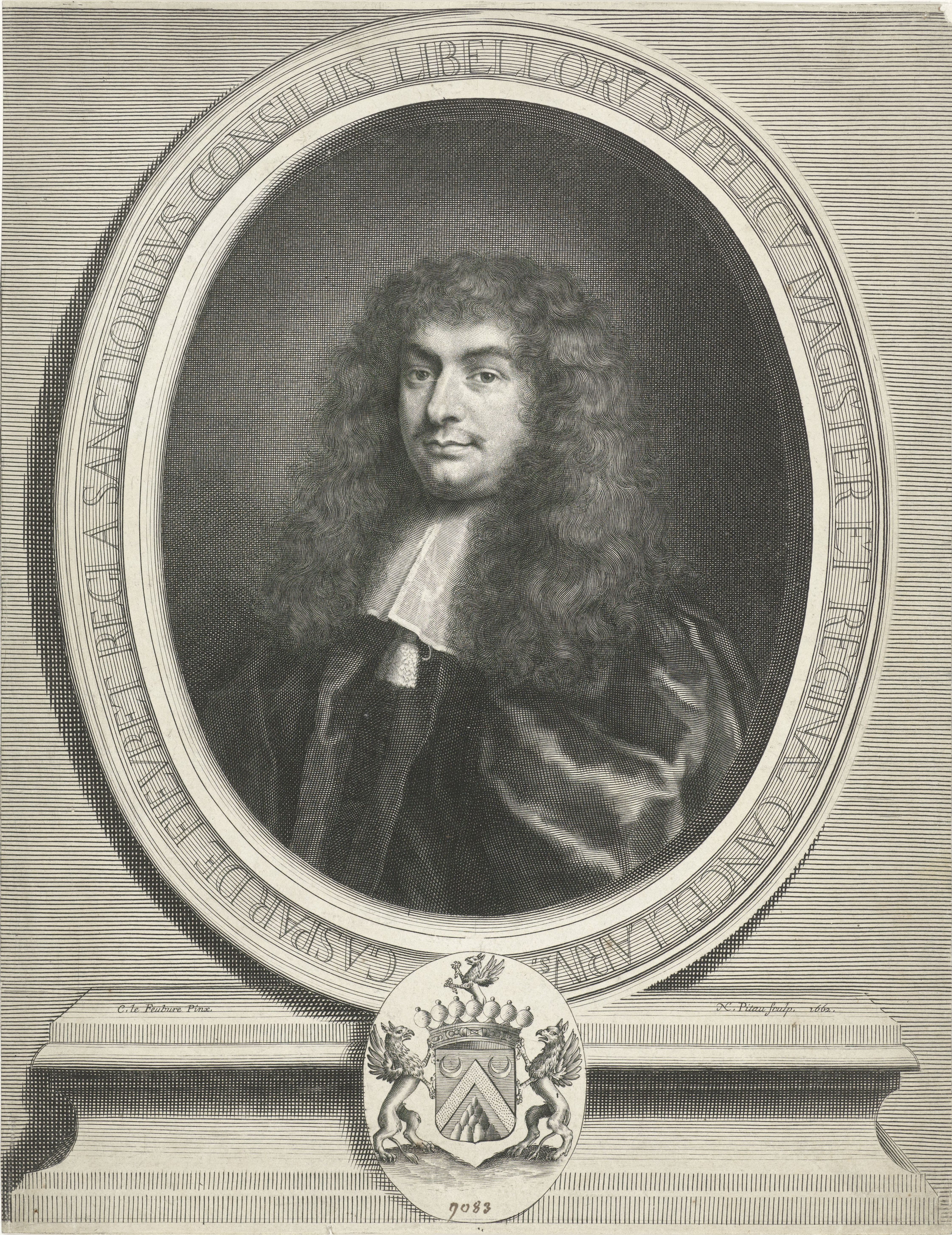
Gaspard III de Fieubet. Gravure de Nicolas Pitau, 1662, d'après Claude Lefèbvre, Rijksmuseum Amsterdam.

Le rez-de-chaussée est alors occupé par la salle à manger et des salons, tandis qu'au premier étage se trouvent les chambres à coucher. La peinture intérieure est l’œuvre de Le Sueur, qui y représente des motifs bibliques : l'histoire de Tobie, l'histoire de Moïse, le buisson ardent. Ces œuvres sont presque entièrement perdues. Le jardin est décoré d'un jet d'eau et d'une fresque peinte sur le mur voisin, représentant ce qu'on appelle alors une perspective : des constructions néo-classiques avec un jardin à l'arrière-plan.
Fieubet apprécie la littérature et reçoit régulièrement dans son hôtel particulier une société choisie, composé de gens de lettres comme le jésuite Bouhours ou La Fontaine et des représentants des nombreuses familles alliées, comme Madame de Sévigné, y compris une assez lointaine cousine comme la marquise de Brinvilliers.  Poète lui-même en français et en latin, il ne dédaigne pas d'écrire les paroles d'une chanson très légère des Airs sérieux à deux dont la musique est composée par Mademoiselle de Menetou,.
À la mort de Gaspard III de Fieubet en 1694 sans enfant, son héritage passe à son frère, Anne de Fieubet, et aux enfants de sa sœur défunte, Élisabeth de Fieubet, épouse de Nicolas de Nicolaï. Anne de Fieubet hérite des seigneuries et de l'hôtel Fieubet, tandis que ses neveux Nicolaï héritent de la maison contiguë, l'hôtel de Nicolaï. Après la mort d'Anne de Fieubet en 1705, l'hôtel Fieubet est transmis à ses fils, Paul de Fieubet, pour les deux tiers et son frère Gaspard seigneur de Soisy pour un tiers. Louis-Gaspard de Fieubet, fils de Paul, reçoit ensuite l'ensemble de l'hôtel Fieubet, mais il le vend en 1752 pour 150 000 livres à Marie-Élisabeth de Clèves veuve de Pierre de Nolasque, qui le revend trois ans après à Élisabeth Roussel.

### Des Boula de Mareuil à l'École Massillon

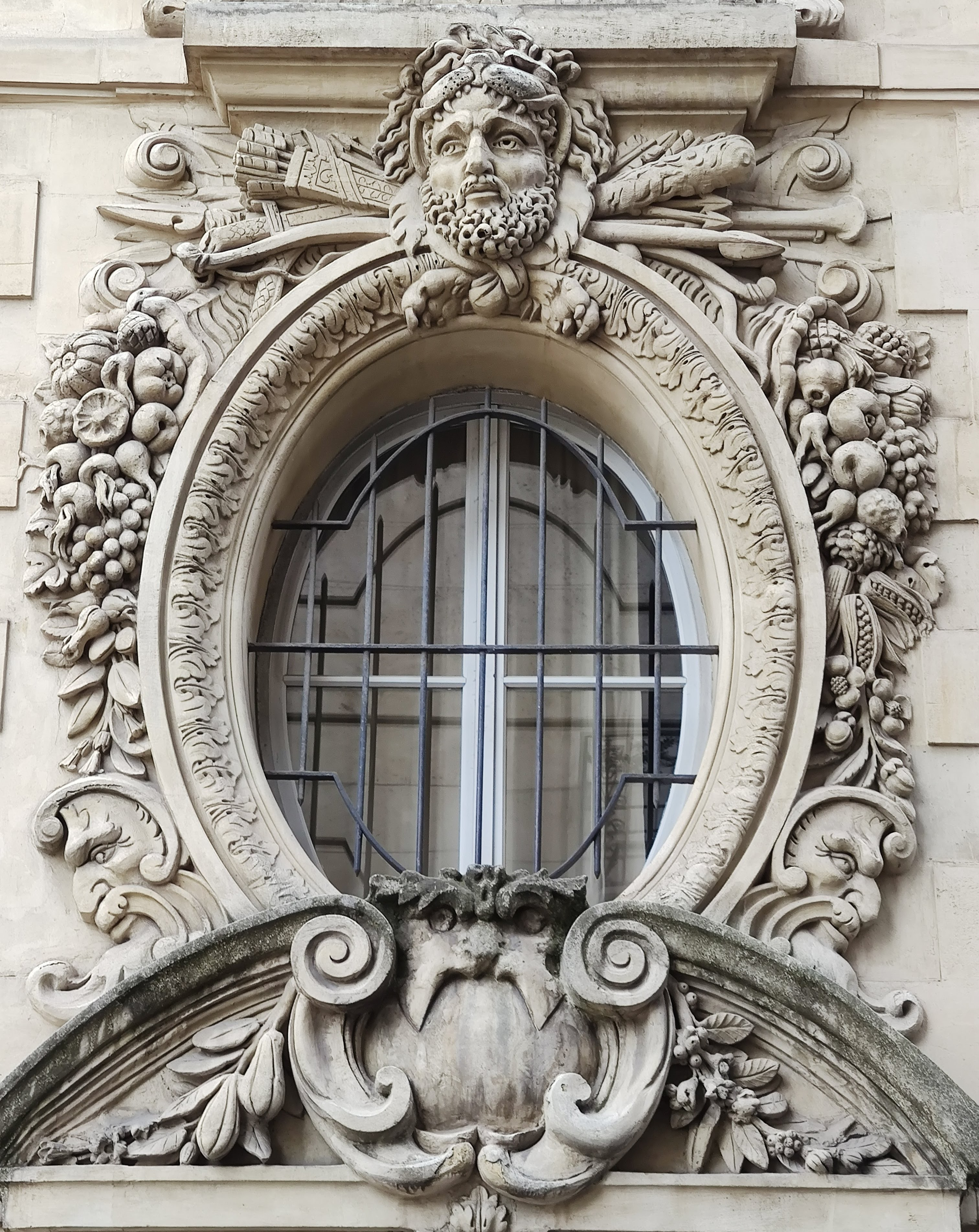
Fenêtre donnant sur la rue du Petit-Musc.

Le 22 juin 1769, Alexandre-Jean Boula de Mareüil, avocat général en la Cour des Aides de Paris, fait l'acquisition de l'hôtel de Fieubet auprès d'Elisabeth Roussel, veuve du fermier général Dedelay de La Garde, pour la somme de 180 000 livres. L'hôtel reste propriété de la famille Boula jusqu'en 1816. Le nom apparaît au-dessus des ouvertures du rez-de-chaussée donnant sur la rue du Petit-Musc.
En 1816, les héritiers de la famille Boula de Mareuil vendent l'hôtel Fieubet à deux négociants, Jérôme Auriacombe et Antoine Debladis. Ces derniers le louent à un industriel qui y installe une raffinerie de sucre et diverses constructions y sont ajoutées. En 1842, les héritiers Auriacombe le vendent à Léon Delalain, qui le revend en 1857 à Adrien de Lavalette. Celui-ci le fait transformer par Jules Gros dans un style néo-baroque, mais ces projets ne sont réalisés que partiellement, faute de financement. Ensuite, le bâtiment est partiellement abandonné et se délabre, alors que seuls certains espaces sont occupés, par des commerces.
En 1877, l'abbé Nouvelle et deux associés l'achètent 540 000 francs, pour y installer une école. Les bâtiments sont restaurés et l'école ouvre dès octobre 1877. Depuis cette date, l’école Massillon y est installée. Les façades sur le quai et la rue sont inscrites au titre des monuments historiques par arrêté du 24 mars 1928.

## Galerie

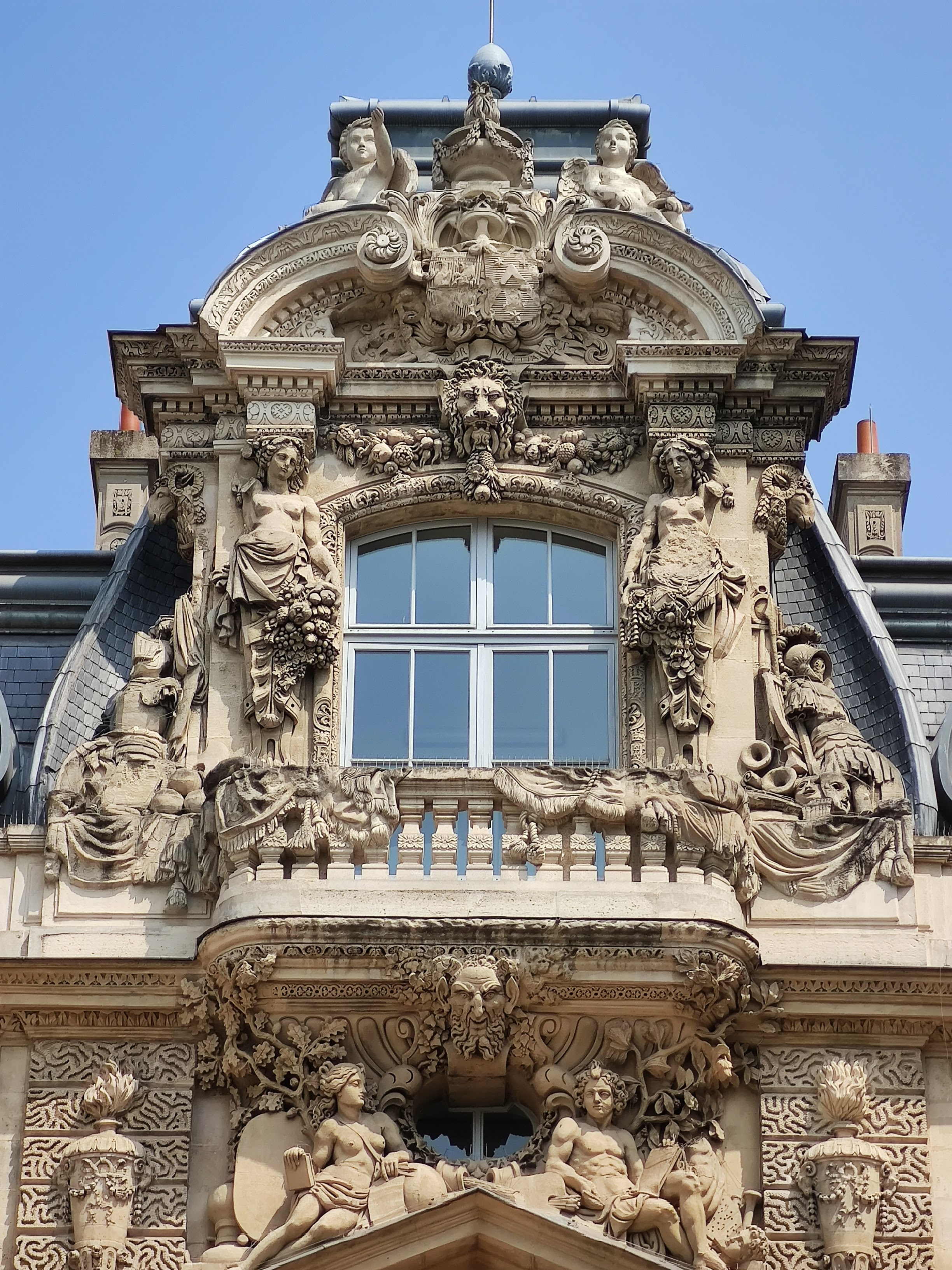
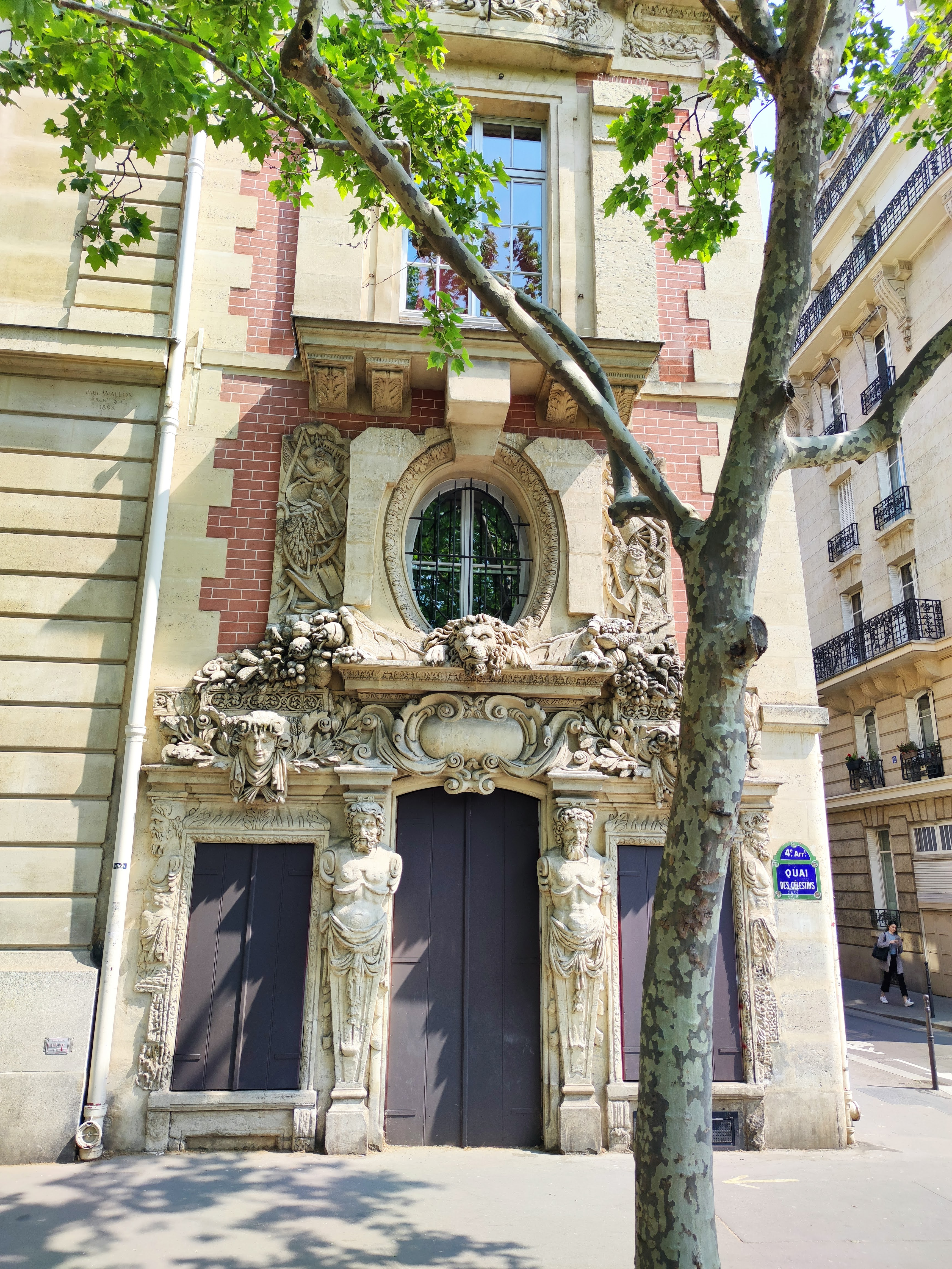
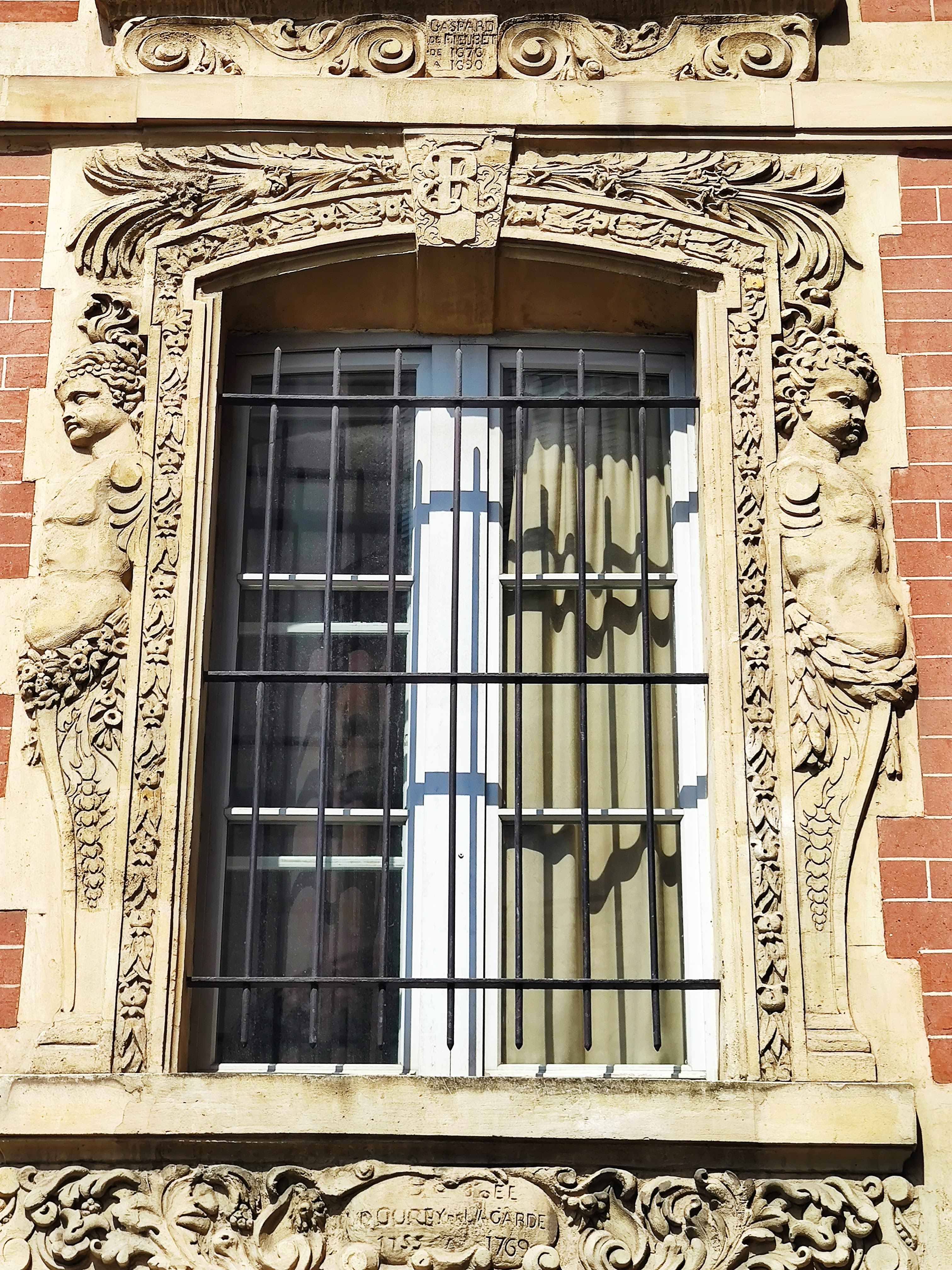
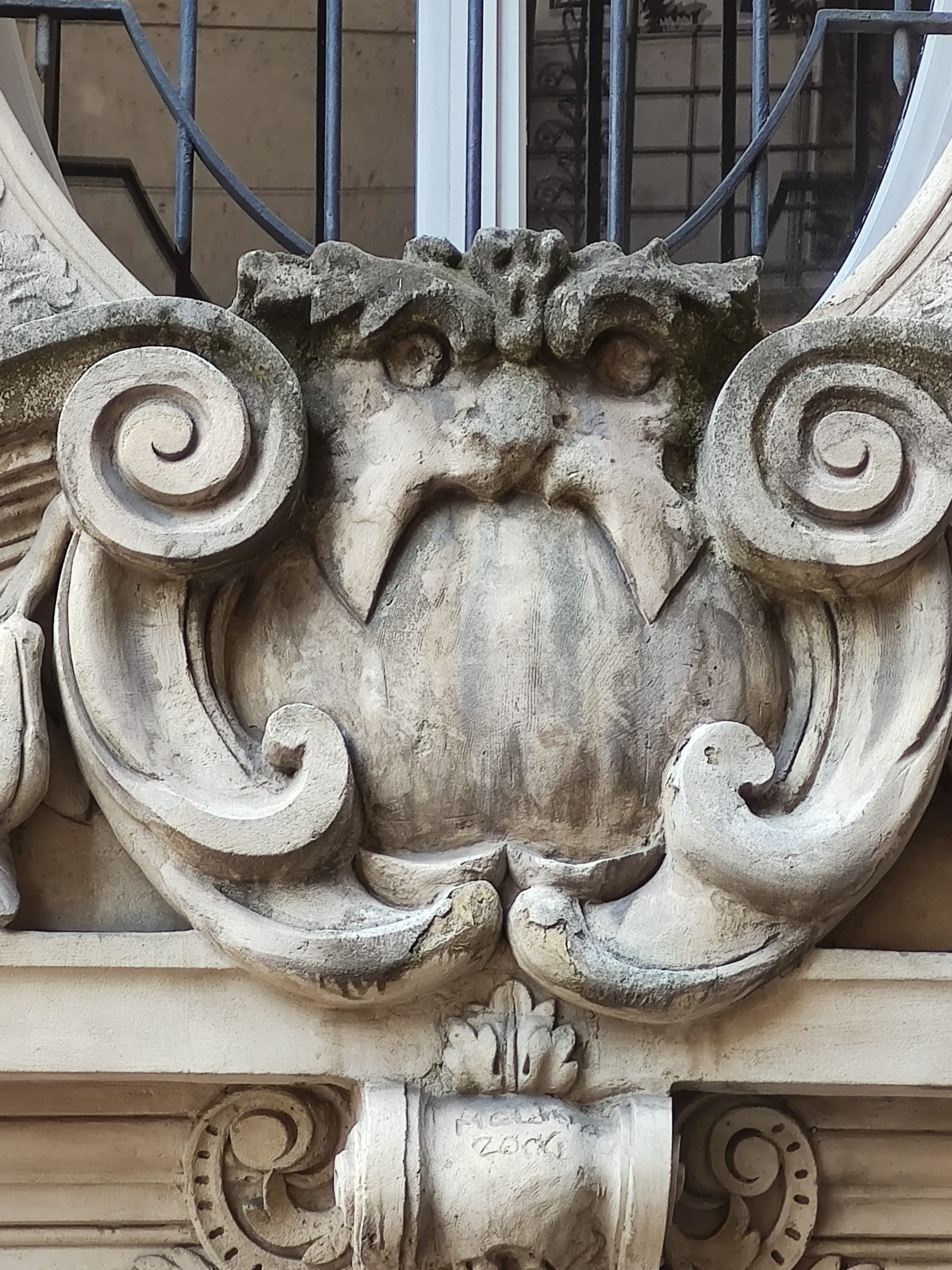
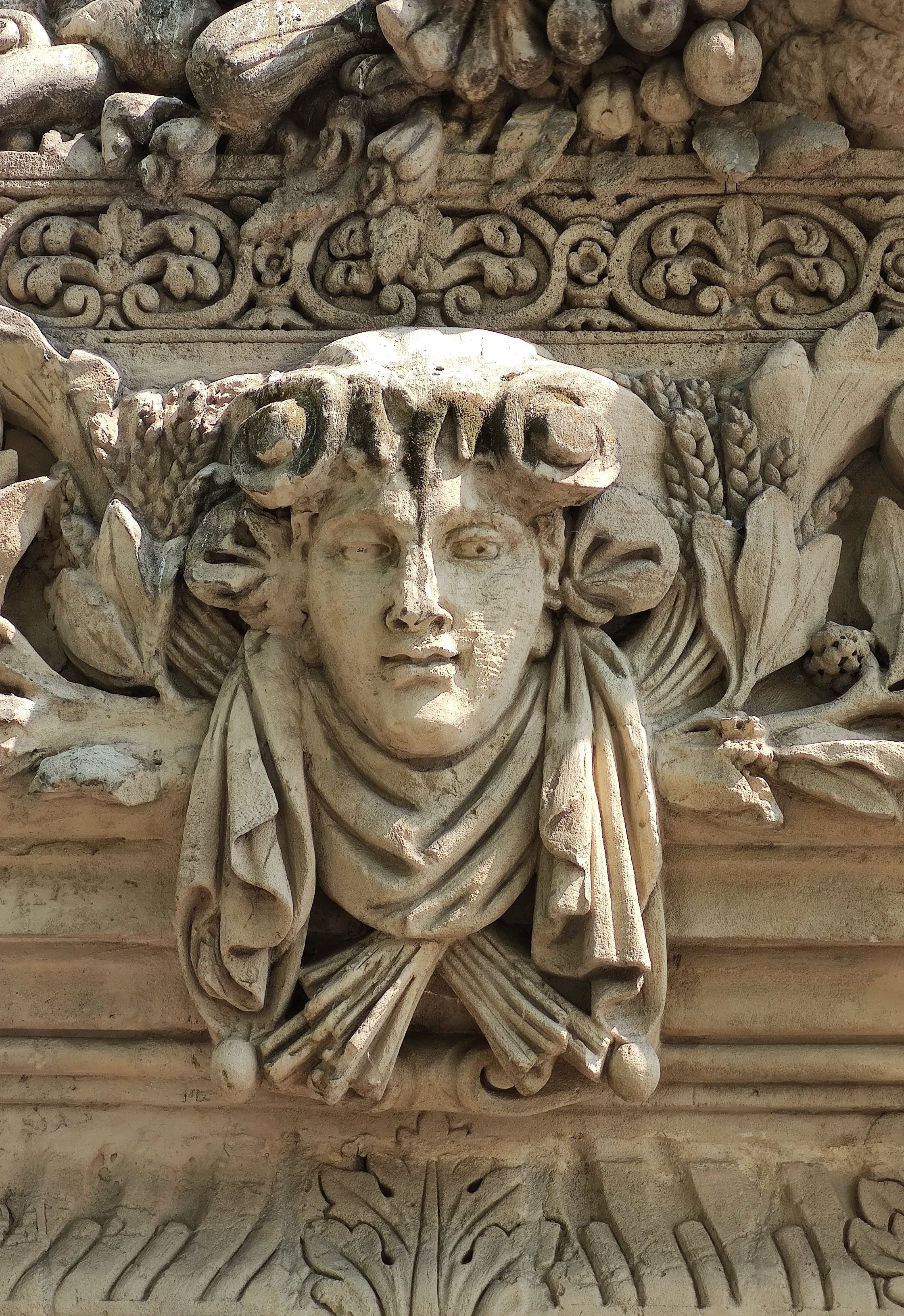
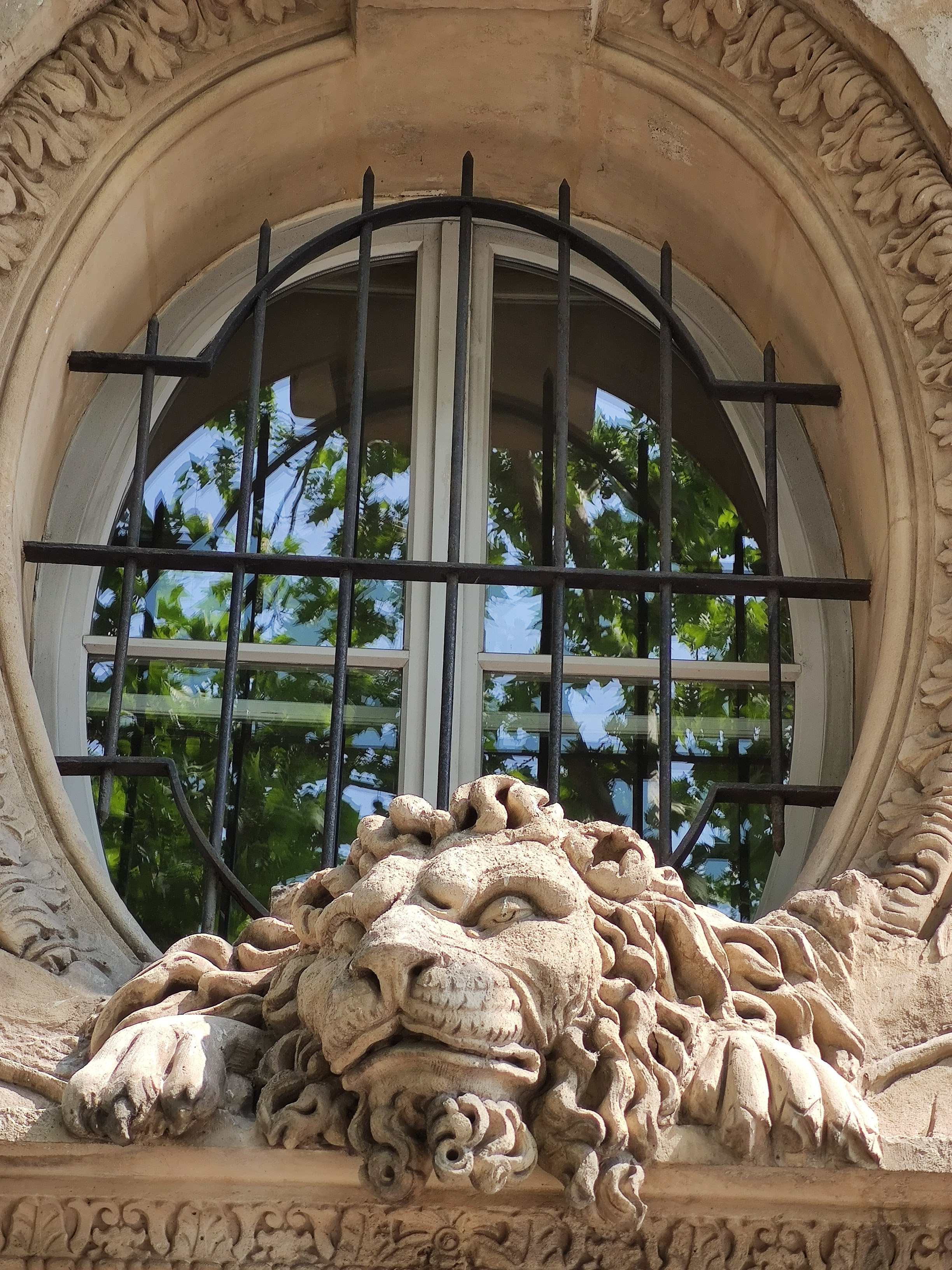